# Battle Effectiveness Award
Il Battle Effectiveness Award (precedentemente Battle Efficiency Award, comunemente noto come Battle "E"), viene assegnato ogni anno ad un piccolo numero di navi, sottomarini, squadroni e altre unità della Marina degli Stati Uniti che vincono la competizione per l'efficacia in battaglia.

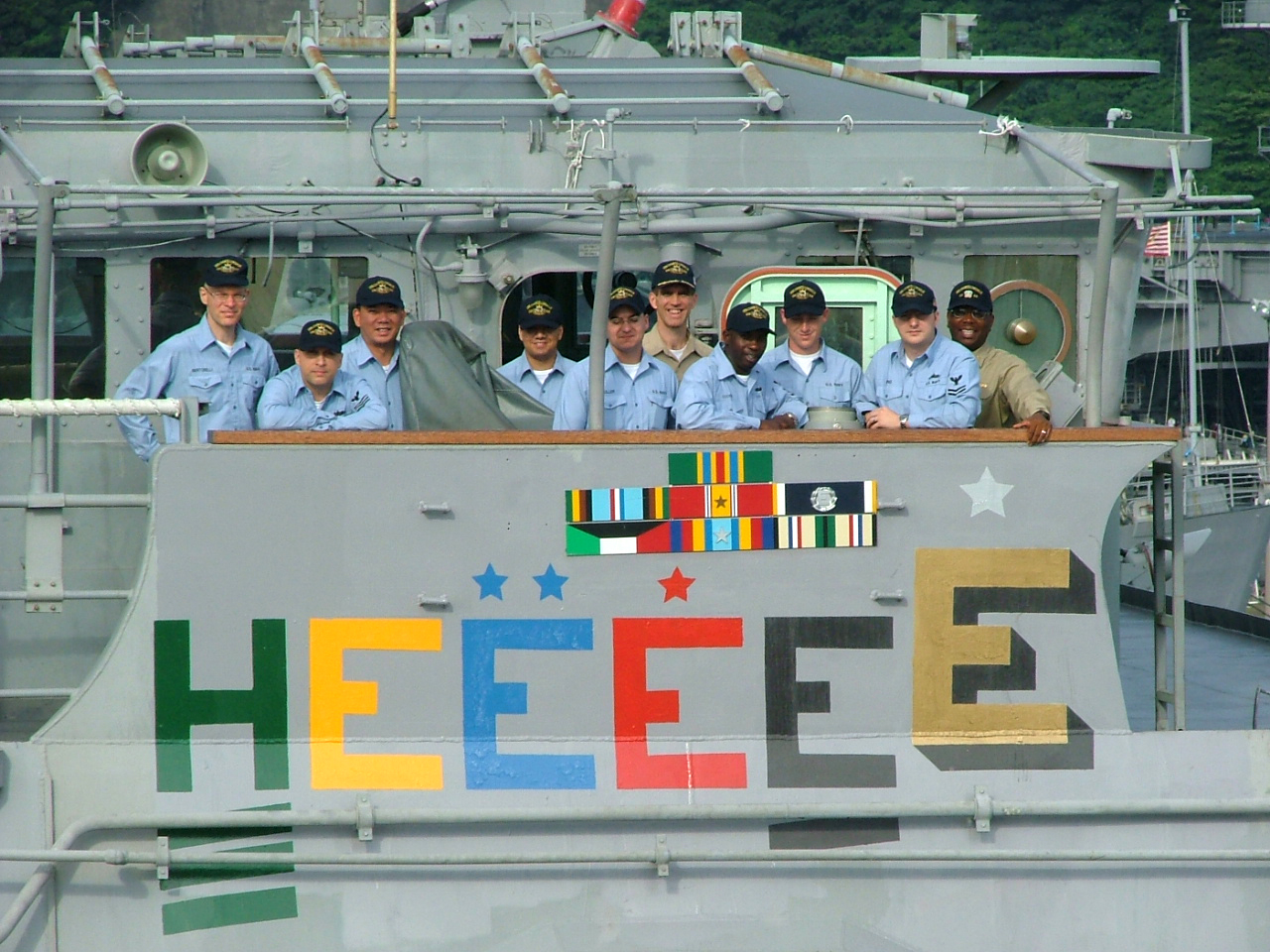
I membri dell'equipaggio a bordo dell'incrociatore missilistico guidato USS Chancellorsville sul ponte della nave per ammirare la pittura di una "E" d'oro. La H verde dipinta è per il Force Health and Wellness Unit Award

Il criterio per il Battle Effectiveness Award è la disponibilità complessiva dell'unità a svolgere i compiti di guerra o pace assegnati e si basa sulla valutazione di un singolo anno. La competizione per il premio è, ed è sempre stata, accesissima. Per vincere, una nave o un'unità deve dimostrare il più alto stato di preparazione alla battaglia.
Il Battle Effectiveness Award riconosce le migliori prestazioni veloci e vincenti sostenute in un ambiente operativo all'interno di una unità o nave. Per qualificarsi per il premio Battle "E", una nave deve vincere almeno quattro dei sei premi Command Excellence ed essere nominata dal suo diretto superiore in comando. L'idoneità al premio richiede l'eccellenza dimostrata giorno per giorno oltre a risultati superiori durante le certificazioni e le qualifiche condotte durante tutto l'anno. Le prestazioni di una nave durante gli esercizi di addestramento, le ispezioni delle armi e gli esami di prontezza tattica sono tra le 16 diverse aree considerate nella competizione.
Le navi che vincono una competizione di efficacia in battaglia sono autorizzate a dipingere una "E" bianca con ombre nere sulle ali del ponte o sulle pile per mostrare la prova dell'onore. Per ogni successiva competizione consecutiva vinta, sulla nave viene disegnata una linea angolata, o cancelletto, sotto la "E" bianca. I rarissimi vincitori di cinque "E" consecutive sostituiscono la "E" bianca e gli hashmark con una "E" d'oro e una stella d'argento appena sopra.
Il personale delle navi e delle unità che vincono la battle "E" è autorizzato a indossare il nastro "E" della Marina e il dispositivo "E" della battaglia. Prima del 1976, il personale arruolato della Marina con grado di paga E-6 e inferiore indossava un piccolo panno "E" sulle maniche dell'uniforme (ufficiali di marina, sottufficiali e tutto il personale del Corpo dei Marines non indossavano nulla), con trattini e colore corrispondenti a quelli su la loro nave o unità.
L'ultima revisione del Manuale di addestramento delle forze di superficie (SURFORTRAMAN) ha cambiato il nome del Battle Efficiency Award in Battle Effectiveness Award per le navi COMNAVSURFOR.

## Command Excellence Awards

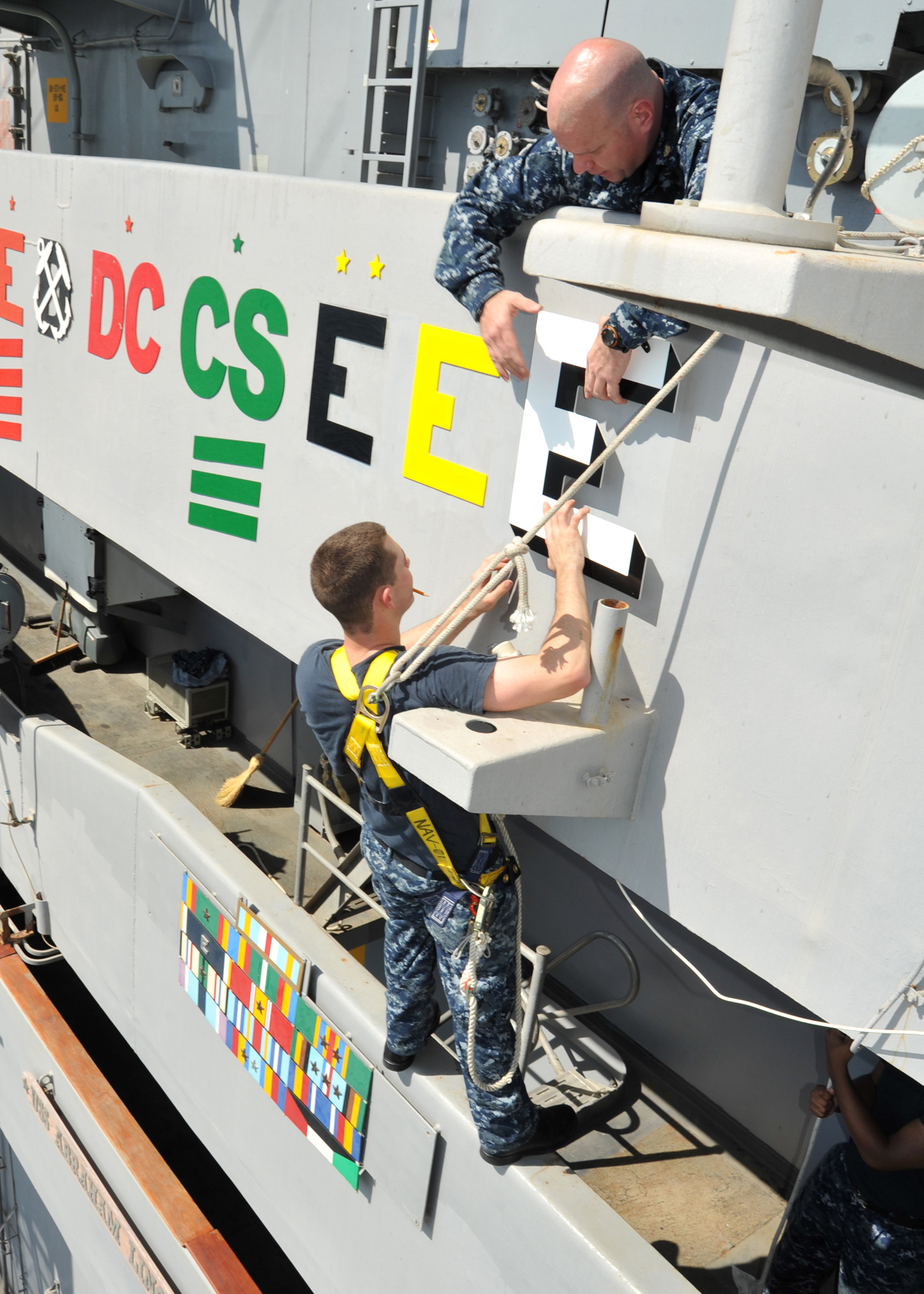
Due marinai della US Navy che disegnano la Battle "E" vinta dalla USS Abraham Lincoln nel 2011.

I Command Excellence Awards sono dipinti ed esposti sul lato sinistro e destro della murata, a poppa della battle "E".
- Black "E" = Premio per l'eccellenza nella guerra veloce/difesa.
- Red "E" = Premio per l'eccellenza per la migliore ingegneria/sopravvivenza.
- Red "DC" = Premio d'eccellenza per il controllo dei danni (Damage Control)
- Green "E" = Premio Command & Control Excellence Command.
- Green "H" = Health and Wellness (Medical) Excellence Award
- Green "CS" = Premio per il miglior sistema di combattimento (Combact System).
- Blue "E" = Premio per l'eccellenza nella gestione della logistica.
- Yellow "E" = Comandante, Naval Surface Forces (CNSF) Ship Safety Award.
- Purple "E" = Premio per l'eccellenza nell'efficienza.